# Wiechlina gajowa
Wiechlina gajowa (Poa nemoralis L.) – gatunek rośliny wieloletniej należący do rodziny wiechlinowatych (Poaceae). Jest szeroko rozprzestrzeniony w strefie umiarkowanej półkuli północnej – rośnie w niemal całej Europie, w Azji (bez jej południowych krańców), w północno-zachodniej Afryce oraz w Ameryce Północnej. Jako roślina introdukowana rośnie na Grenlandii, w Ameryce Południowej i Nowej Zelandii. W Polsce roślina dość pospolita na całym obszarze.

## Morfologia

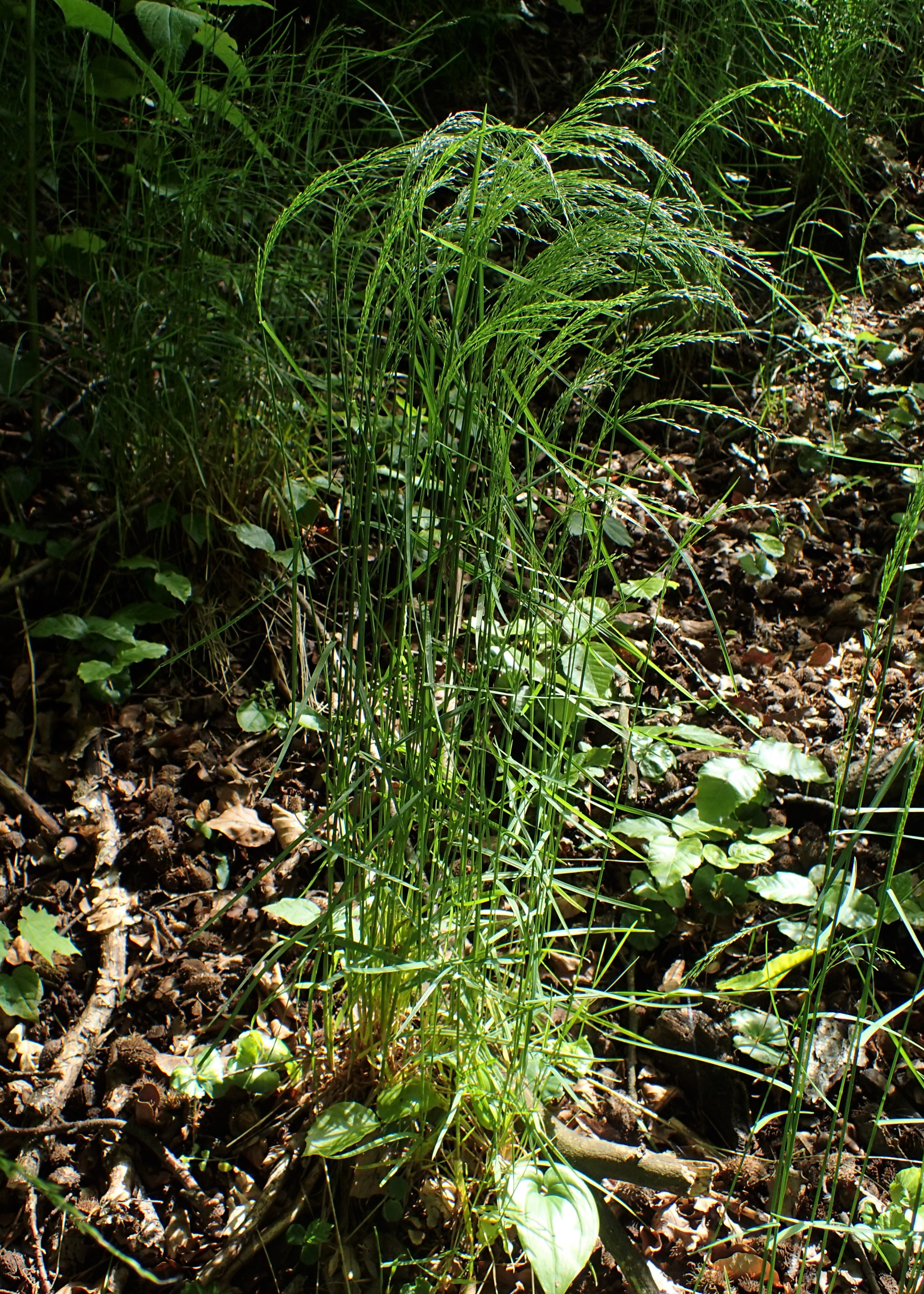
Pokrój

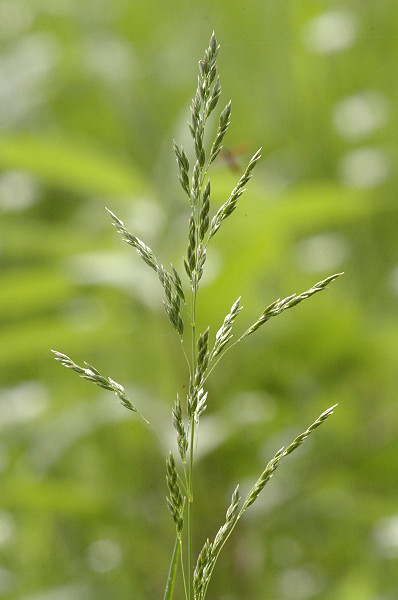
Kwiatostan

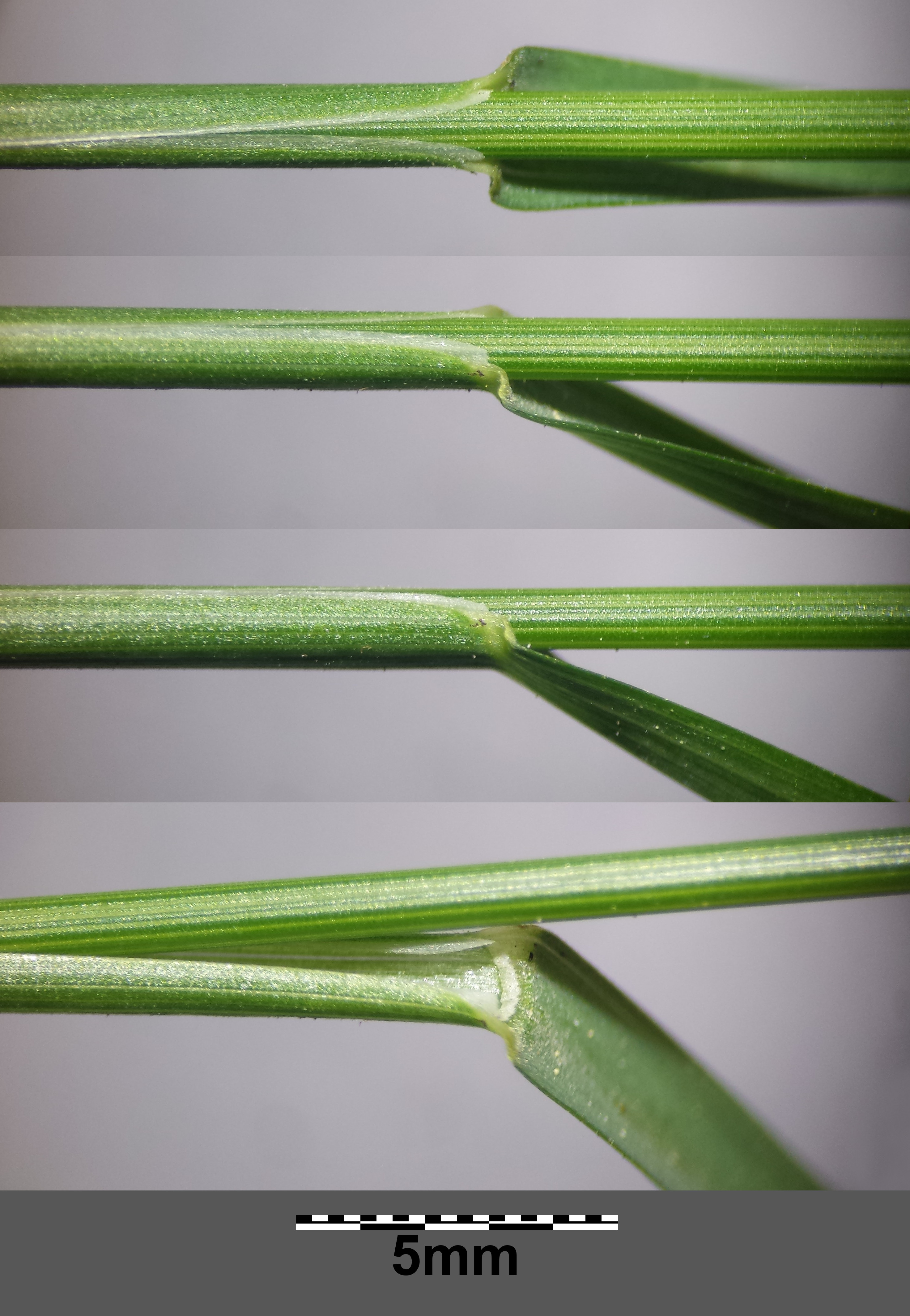
Nasada blaszki liściowej

PokrójŹdźbła o długości 30–80 cm. Trawa luźnokępkowa, bardzo delikatna.
LiścieSinozielone, średnio długie, niebyt wyraźnie unerwione z podwójnym rowkiem wzdłuż nerwu środkowego. Owalny języczek u podstawy blaszki.
KwiatostanW postaci wiechy o długości 5–10 cm. Kłoski 2-5 kwiatowe, podłużne. Kwitnie na przełomie maja i czerwca.

## Ekologia
Roślina występuje na żyznych, średnio wilgotnych glebach, w miejscach zacienionych szczególnie lasach i pomiędzy zaroślami. W klasyfikacji zbiorowisk roślinnych gatunek charakterystyczny dla Cl. Querco-Fagetea i Ass. Poo-Arabidetum.  

## Zastosowanie
Roślina uprawna, cieniolubna, stosowana na zaciemnione trawniki w miejskich parkach. Posiada średnie właściwości pastewne.

## Systematyka i zmienność
W Polsce występują następujące podgatunki:
- Poa nemoralis subsp. carpatica V. Jirásek – występuje szczególnie w wysokich partiach Tatr,
- Poa nemoralis subsp. nemoralis